# Redwood Creek (Humboldt County)
Der Redwood Creek ist ein etwa 108 km langer Fluss im Nordwesten des US-Bundesstaates Kalifornien. Er entwässert ein Areal von ungefähr 738 km².
Der Redwood Creek entspringt im Kalifornischen Küstengebirge im Humboldt County. Er fließt in nordnordwestlicher Richtung durch das Bergland. 6 km oberhalb der Mündung trifft der 18,5 km lange Prairie Creek (Einzugsgebiet etwa 100 km²) von rechts auf den Fluss. Anschließend passiert der Fluss Orick, die einzige Siedlung am Flusslauf, bevor er in den Pazifischen Ozean mündet. Bei Orick überquert der U.S. Highway 101 den Fluss. Die State Route 299 kreuzt den Redwood Creek etwa nach einem Drittel dessen Fließstrecke. Das Einzugsgebiet besitzt eine Längsausdehnung von etwa 100 km mit einer Breite zwischen 6,5 und 11 km. Die unteren 40 % des Einzugsgebietes liegen innerhalb der Redwood National and State Parks. Das Einzugsgebiet grenzt im Süden an das des Mad River, im Norden an das des Klamath River.
Im oberen Bereich des Einzugsgebietes dominiert die Holzwirtschaft. In den Wintermonaten kommt es immer wieder zu Starkregenereignissen. Der Fluss führt aufgrund Erdrutsche und Bodenerosion eine hohe Sedimentfracht mit sich.
Im Fluss kommen verschiedene Wanderfische wie die Steelhead-Forelle vor.
Innerhalb des Nationalparks steht nahe dem Tall Tree Grove an einem Hang oberhalb des Bachs Hyperion, der höchste bekannte Baum der Erde.